# Bartłomiej Sabela
Bartłomiej Sabela (ur. 2 lutego 1982 w Poddębicach) – polski reportażysta, fotoreporter, aktywista.

## Życiorys
Absolwent Wydziału Architektury Politechniki Warszawskiej. Jako autor reportaży debiutował w 2013 r. książką Może (morze) wróci. Opowieść o Uzbekistanie i ginącym Morzu Aralskim została nagrodzona Bursztynowym Motylem oraz Nagrodą Magellana. W październiku 2015 r., w Wydawnictwie Czarne, ukazała się jego druga książka Wszystkie ziarna piasku o Saharze Zachodniej, ostatniej afrykańskiej kolonii, wyróżniona Afrykasem 2015 przez Fundację Afryka Inaczej i nominowana do Nagrody „Newsweeka” im. Teresy Torańskiej. W kwietniu 2017 wydał trzecią książkę Afronauci – reportaż o losach groteskowej Zambijskiej Akademii Kosmicznej, która istniała w Lusace w latach 60.XX w. W 2018 r. otrzymał nagrodę Próg przyznawaną przez magazyn „Kontynenty”. Wiosną 2023 ukazała się jego najnowsza książka Wędrówka Tusz – reportaż literacki o losie zwierząt we współczesnym świecie. Książka ta została Książką Reporterską Roku Grand Press. W 2024 został laureatem 6. edycji Nagrody PAP im. Ryszarda Kapuścińskiego w kategorii tekst za opublikowany na łamach „Pisma” reportaż pt. Kraina obiecana. Ten reportaż otrzymał również nagrodę główną w 56. Ogólnopolskim Konkursie Literackim im. Jana Śpiewaka i Anny Kamieńskiej. 
Sabela jest autorem reportaży z: Algierii, Kenii, Konga, Mauretanii, Nigru i Bhutanu. Zajmował się też tematyką krajową. Swoje artykuły publikował w „Dużym Formacie”, „Kontynentach”, „Piśmie” i  „Podróżach”.

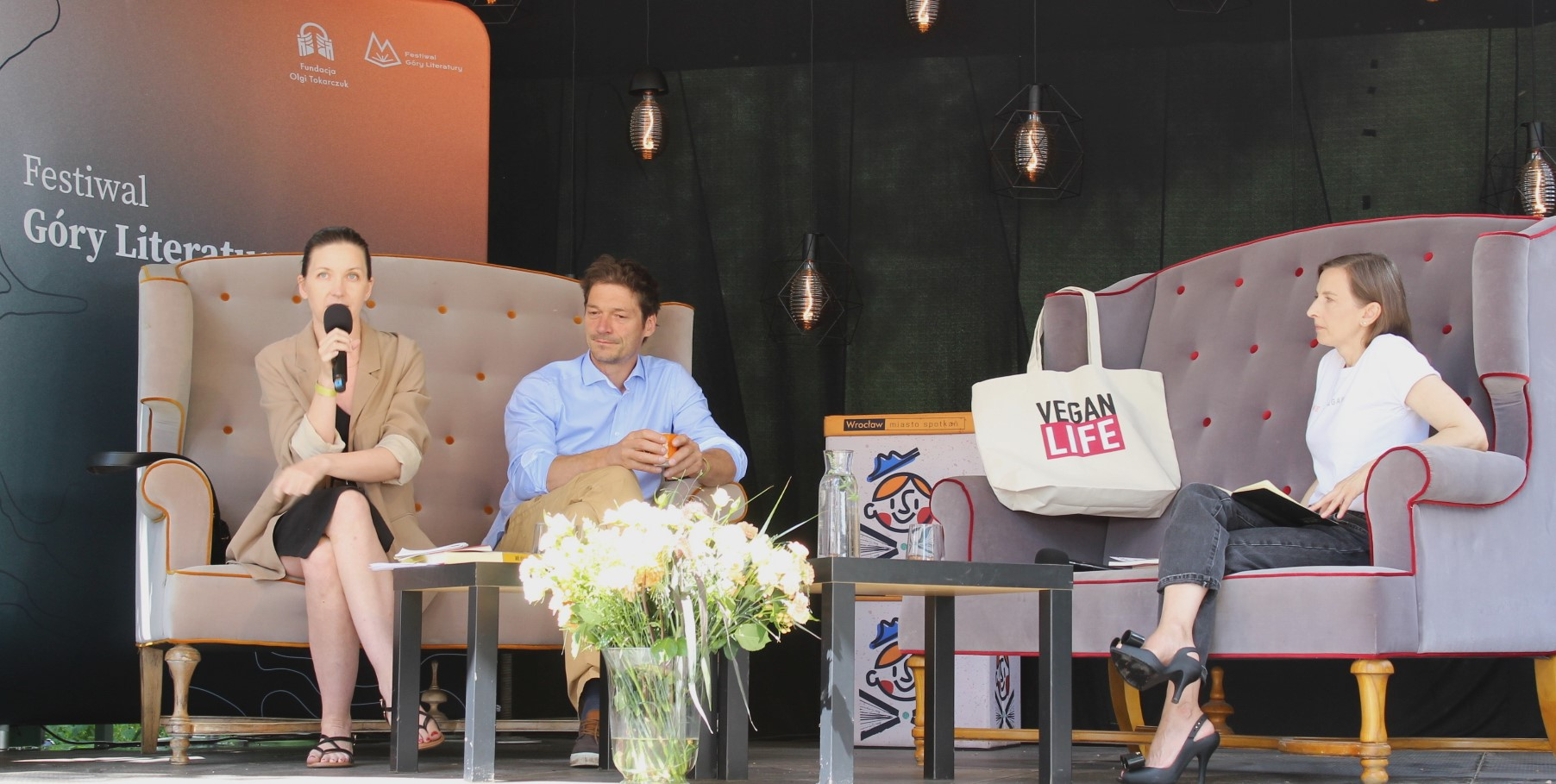
Karolina Kuszlewicz i Sylwia Spurek
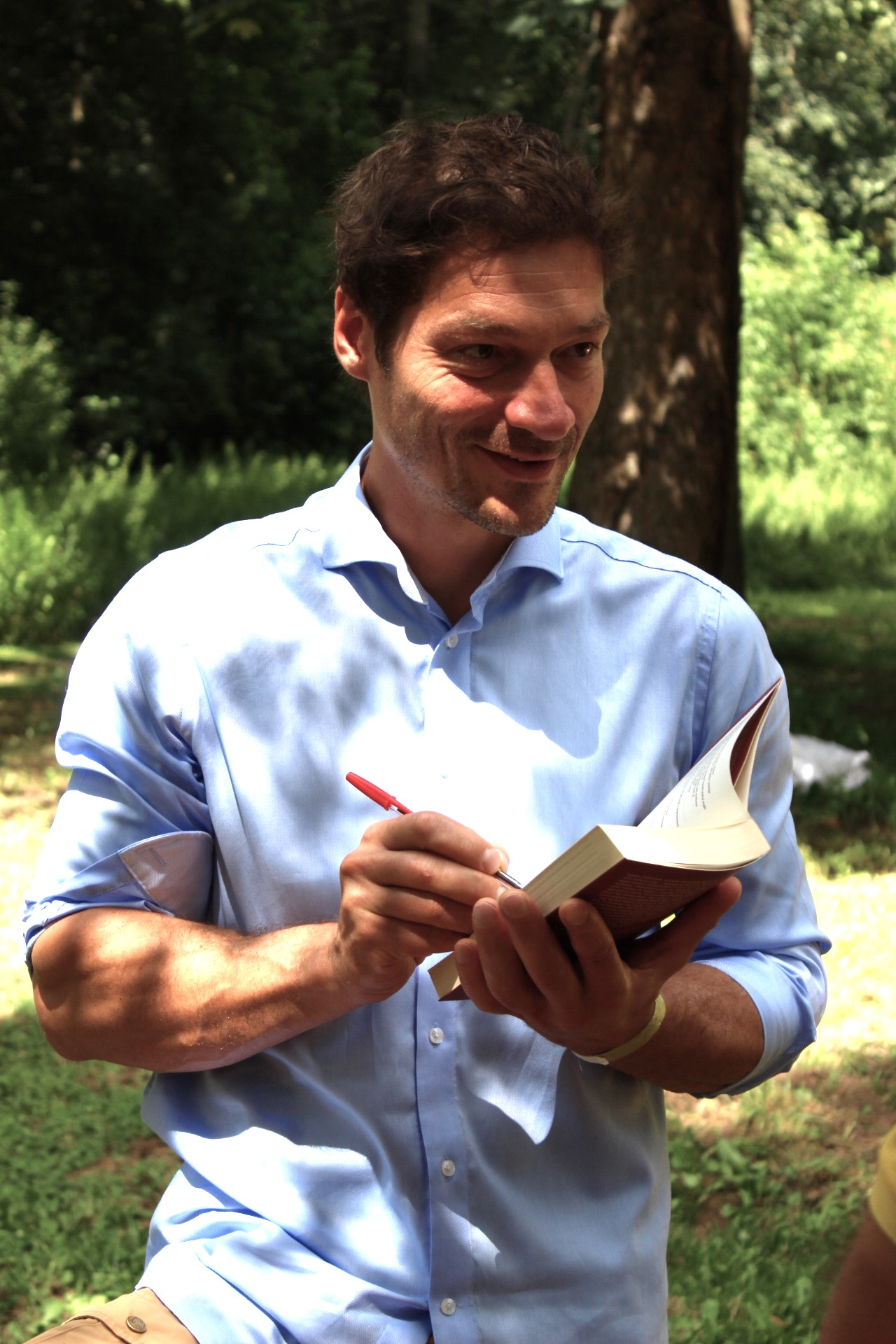
Bartłomiej Sabela
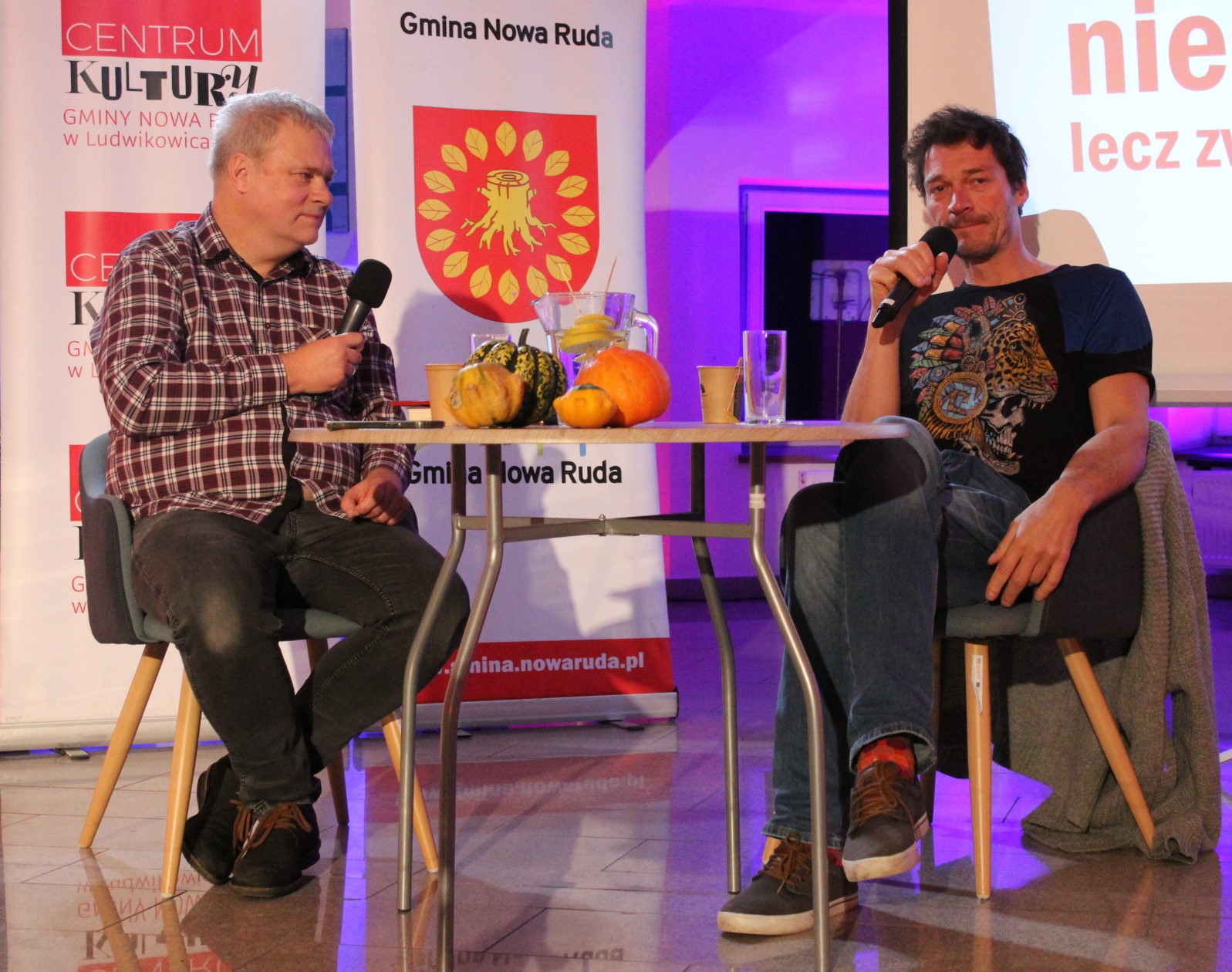
Paweł Wrabec i Bartłomiej Sabela

## Twórczość

### Książki
- Może (morze) wróci (Bezdroża, Gliwice 2013, ISBN 978-83-246-7698-9)[10]
- Wszystkie ziarna piasku (Wydawnictwo Czarne, Wołowiec 2015, drugie wydanie 2021, ISBN 978-83-8049-169-4)[11]
- Afronauci (Wydawnictwo Czarne, Wołowiec 2017, ISBN 978-83-8049-460-2)[12]
- Wędrówka Tusz (Wydawnictwo Czarne, Wołowiec 2023, ISBN 978-83-8191-659-2)[6]

### Wybrane reportaże gazetowe
- Przepraszam, gdzie tu faszyzm? („Duży Format”, 11 sierpnia 2016)
- Pożegnanie z Afryką („Duży Format”, 7 listopada 2016)
- Otwórz się na gwałt („Duży Format”, 5 czerwca 2017)
- Uciekły nawet szczury („Duży Format”, 23 listopada 2017)
- Jądro chciwości („Pismo”, styczeń 2018)
- Dzieci nie chcą śmieci („Duży Format”, 30 lipca 2018)
- Pięć kilometrów z wodą na głowie („Duży Format”, 21 stycznia 2019)
- Kopią, aż domy pękają („Duży Format”, 11 marca 2019)
- Pożegnaj się z rodziną, kapusiu („Duży Format”, 15 lipca 2019)
- Wielka łapanka („Pismo”, czerwiec 2020)
- Z ubojni zwierzę nie ucieka („Pismo”, wrzesień 2020)
- Wędrówka tusz („Pismo”, listopad 2020)
- Gdzie jest haczyk? („Pismo”, luty 2021)
- Tylko koni żal („Pismo”, maj 2021)
- Mur nadziei („Pismo”, wrzesień 2022)
- Pic na wodę („Pismo”, lipiec 2023)
- Kraina obiecana („Pismo”, sierpień 2024)

## Aktywizm
Od 2016 roku Sabela brał czynny udział w antyrządowych akcjach i protestach ulicznej opozycji. Był aktywny w demonstracjach broniących praworządności, Trybunału Konstytucyjnego, praw człowieka oraz przyrody, protestach antyfaszystowskich. Między rokiem 2016 a 2020, podobnie jak wielu innych uczestników demonstracji, był wielokrotnie zatrzymywany przez policję, szykanowany, otrzymywał zarzuty z kodeksów wykroczeń i karnego. W czerwcu 2020 roku, po tym jak w Warszawie rozwieszono plakaty o ministrze zdrowia Łukaszu Szumowskim, policja wtargnęła do jego domu, przeszukując mieszkanie i rekwirując sprzęt elektroniczny oraz pieniądze. Sam Sabela został skuty i zatrzymany na 24 godziny. We wrześniu 2021 brał udział w okupacji siedziby zarządu Polskiego Czerwonego Krzyża. Wszystkie postępowania w jego sprawie umorzono lub wydano wyroki uniewinniające. 